# Kolesteatom
Kolesteatom je vreća (epidermoidna cista) u srednjem uhu i/ili sisastom nastavku (lat. prosessus mastoideus) sljepoočne kosti (lat. os temporale) koja se širi i ima veliku sposobnost uništavanja neposredne okoline. 
Kolesteatom može biti prirođeni ili stečeni. Prirođeni (prisutan od rođenja) je vrlo rijedak, dok se stečeni se razvija najčešće kao posljedica perforiranog bubnjića ili retrakcije bubnjića. Liječenje kolesteatom je kirurško.